# Aparelho reprodutor feminino
Sistema ou aparelho reprodutor feminino é o sistema de órgãos femininos envolvidos na reprodução. É constituído por dois ovários, duas tubas uterinas (trompas de Falópio), um útero, uma vagina, uma vulva. Ele está localizado no interior da cavidade pélvica. A pelve (ou pélvis) constitui um marco ósseo forte que realiza uma função protetora e dá sustentação ao sistema reprodutor feminino.

## Estruturas

### Região vulvoperineal
A região vulvoperineal, também conhecida simplesmente por períneo, é uma região em formato de losango que fica situada entre a sínfise púbica e o cóccix. Esta região pode ser estudada anatomicamente dividindo-a em um conjunto de estruturas externas, que compõem os chamados órgãos genitais externos, e um conjunto de estruturas internas, que formam o assoalho pélvico, uma estrutura músculo-aponeurótica que dá suporte à pelve. Essa região losangular pode ser dividida em dois trígonos: o trígono urogenital, localizado anteriormente, onde se localizam órgãos do sistema genital e urinário, e o trígono anal, localizado posteriormente, onde se localizam órgãos do sistema digestivo.
Os órgãos genitais externos (femininos ou masculinos) podem ser identificados a partir da 12ª semana gestacional. Entretanto, somente a partir da 13ª semana, pode-se indicar com 99% de acurácia o sexo do bebê.  Isso se deve ao fato de que, apesar do sexo cromossômico ser determinado no momento da fecundação, o estágio indiferenciado da genitália fetal dura até a 7ª semana, momento em que começa a se diferenciar em masculino ou feminino dependendo de estímulos hormonais. Assim, a partir desse momento, haverá estímulo hormonal, via testosterona, para o desenvolvimento do falo se o feto for masculino. No caso do sexo feminino, com a ausência de testosterona, há inibição do desenvolvimento fálico e, portanto, ocorre a formação do clitóris. O sulco uretral e as pregas uretrais, formados ainda no estágio indiferenciado, também seguirão caminhos diferentes nos dois sexos. No caso do embrião feminino, as pregas uretrais não se unirão, de modo que, nesta conformação, dará origem aos pequenos lábios, assim como as intumescências labioescrotais, que formarão os grandes lábios.

### Vulva
A genitália externa também é chamada de vulva, pudendo feminino, região pudenda ou púdica. Todas essas palavras são sinônimos e servem para designar o conjunto formado pelos órgãos genitais externos femininos, sendo esta região delimitada e protegida por duas pregas cutâneo-mucosas intensamente irrigadas e inervadas, os grandes lábios. Na mulher em idade pós-puberdade, os grandes lábios são cobertos por pelos pubianos. Mais internamente, outra prega cutâneo-mucosa envolve a abertura da vagina, os pequenos lábios, que protegem a abertura da uretra e da vagina. Na vulva, estão localizados os seguintes órgãos (e suas respectivas diversas nomenclaturas encontradas na literatura): 
- Monte púbico, monte de Vênus, pênil ou mons veneris: histologicamente, trata-se de uma região com predominância de tecido adiposo. O monte de Vênus localiza-se anteriormente à sínfise púbica. Durante a puberdade, é nesta região que ocorre grande parte do crescimento de espessos pelos pubianos.[2][6][9]
- Pregas tegumentárias ou formações labiais, constituídas por grandes lábios e pequenos lábios, também chamados de ninfas: os grandes lábios são constituídos por duas pregas cutâneas que delimitam uma fenda chamada de rima vulvar. A face exterior dos grandes lábios também possui uma distribuição característica de pelos espessos que surgem durante a puberdade, no entanto, sua face interna não possui pelos. Analogamente aos grandes lábios, os pequenos lábios são também duas pregas cutâneas que delimitam uma região, neste caso, chamado de vestíbulo da vagina ou somente vestíbulo. Os pequenos lábios localizam-se medialmente aos grandes lábios e possuem uma pele úmida, fina e lisa e sem pelos. [2][5][9]
- Vestíbulo da vagina ou vestíbulo: região delimitada pelos pequenos lábios. É no vestíbulo que se localizam o óstio externo da uretra, localizado na parte superior do vestíbulo, e o óstio da vagina, localizado na parte inferior do vestíbulo. É neste espaço que também, lateralmente, localizam-se as glândulas de Bartholin ou glândulas vulvovaginais. Durante o trabalho de parto os limites do vestíbulo podem ser ampliados através de técnicas incisivas como a episiotomia mediolateral ou perineotomia, o que resulta em ampliação do canal de parto.[2][7][9]
- Clitóris: o clítoris é uma pequena estrutura arredondada que se localiza superiormente aos pequenos lábios. É um órgão que, devido à ausência da testosterona na vida embrionária, não se desenvolveu em falo, no entanto, suas estruturas recebem os mesmos nomes do falo desenvolvido nos homens. Assim, o clítoris possui uma região exposta que é denominada de glande e outra não exposta que corresponde aos corpos cavernosos, estes últimos se inserindo no ramo do isquiopúbico. A parte da glande é um ponto altamente inervado possuindo milhares de terminações nervosas, sendo considerado, por conta disso como o “centro nervoso do coito”. [2][4][6][9]
- Hímen: tecido conjuntivo que recobre o óstio da vagina. Possui diversas formas, características e tamanhos, sendo possível o reconhecimento de padrões que vão desde o hímen do tipo cribiforme (com várias pequenas aberturas) ao hímen imperfurado (completamente fechado). A ruptura do hímem está cercada de valores de culturais que acompanham as sociedades humanas há muito tempo, no entanto, ao contrário do que é difundido, a rotura do hímen durante o primeiro ato sexual não envolve dor e nem hemorragia, visto que esta é uma região com pouca vascularização e pequena espessura. Após a relação sexual, o hímen perfurado deixa apenas pequenos fragmentos visualizados, são as chamadas carúnculas himenais ou carúnculas mirtiformes.[2][8][9]
- Glândulas acessórias: glândulas parauretrais ou de Skene e glândulas vulvovaginais ou de Bartholin: as glândulas de Bartholin localizam-se na parte lateral do vestíbulo. Estas possuem como principal a função a produção de líquidos para lubrificação durante o ato sexual. Clinicamente, pode ocorrer obstrução dos ductos destas glândulas, o que provoca  a formação dos Cistos das Glândulas de Bartholin, que dependendo do tamanho podem ser palpados e vistos durante o exame pélvico. Estes cistos também podem implicar chances maiores de infecção e formação de abscessos dolorosos. As glândulas parauretrais ou glândulas de Skene estão localizadas adjacentes ao meato uretral.  Assim como as glândulas de Bartholin, estas estruturas também estão sujeitas à processos inflamatórios causados por obstrução dos seus ductos, que possuem função homóloga à próstata masculina, ou sejam, podem liberar um líquido viscoso. A liberação deste líquido está vinculada à estimulação sexual.[2][5][6][9]

### Vagina
A vagina, um tubo musculo membranáceo distensível (7 a 9 cm de comprimento), estende-se do meio do colo do útero até o óstio da vagina, a abertura na sua extremidade inferior, tendo paredes elásticas. O óstio da vagina, o óstio externo da uretra e os ductos das glândulas vestibulares maiores, também denominadas glândulas de Bartholin, que secretam um muco lubrificante, e as glândulas vestibulares menores abrem-se no vestíbulo da vagina, a fenda entre os lábios menores do pudendo. A parte vaginal do colo do útero está localizada anteriormente na parte superior da vagina.
A vagina é formada por uma túnica mucosa, uma muscular e uma adventícia. A mucosa é revestida por epitélio pavimentoso, estratificado e não queratinizado, cujas células liberam glicogênio. O epitélio vaginal responde às oscilações hormonais do ciclo ovulatório da mulher na menacme. As células vaginais são ricas em glicogênio, que é fermentado pelos bacilos de Döderlein (lactobacilos), produzindo ácido lático, o que confere o pH ácido (4 a 4,5). Esse pH ácido, característico da secreção vaginal na presença de bacilos de Döderlein, impede a proliferação da maioria dos micro-organismos patogênicos.
A vagina geralmente encontra-se colapsada. O óstio costuma estar colapsado em direção à linha mediana, de modo que suas paredes laterais ficam em contato de cada lado de uma fenda anteroposterior. Superiormente ao óstio, porém, as paredes anterior e posterior estão em contato a cada lado de uma cavidade virtual transversal, que tem formato de H em corte transversal, com exceção de sua extremidade superior, na qual o colo do útero as mantém afastadas. A vagina situa-se posteriormente à bexiga urinária e à uretra, sendo que esta se projeta ao longo da linha mediana de sua parede anteroinferior. A vagina situa-se anteriormente ao reto, passando entre as margens mediais do músculo levantador do ânus (puborretal). O fórnice da vagina, o recesso ao redor do colo, tem partes anterior, posterior e lateral. A parte posterior do fórnice da vagina é a mais profunda e tem íntima relação com a escavação retouterina. Quatro músculos comprimem a vagina e atuam como esfíncteres: pubovaginal, esfíncter externo da uretra, esfíncter uretrovaginal e bulboesponjoso. A vagina está relacionada: Anteriormente com o fundo da bexiga e a uretra Lateralmente com o músculo levantador do ânus, a fáscia visceral da pelve e os ureteres Posteriormente (da parte inferior para a superior) com o canal anal, o reto e a escavação retouterina.
A entrada da vagina é protegida por uma membrana circular - o hímen - que fecha parcialmente o orifício vulvovaginal e é quase sempre perfurado no centro, podendo ter formas diversas. Geralmente, essa membrana se rompe nas primeiras relações sexuais. A vagina é o local onde o pênis deposita os espermatozoides na relação sexual. Além de possibilitar a penetração do pênis, possibilita a expulsão da menstruação e, na hora do parto, a saída do bebê. Durante a excitação sexual, a parede da vagina se dilata e se recobre de substâncias lubrificantes produzidas pelas glândulas de Bartholin facilitando a penetração do pênis. Durante a fase proliferativa do ciclo menstrual, o muco é fluido e depois da ovulação ele se torna viscoso, formando um tampão que se converte numa barreira protetora. As características de fluidez ou viscosidade do muco cervical dependem respectivamente da ação hormonal do estrogênio e da progesterona.

### Útero
O útero é um órgão muscular oco, piriforme, com paredes espessas. O embrião e o feto se desenvolvem no útero. As paredes musculares adaptam-se ao crescimento do feto e garantem a força para sua expulsão durante o parto. Na mulher não grávida, o útero localiza-se na cavidade pélvica, entre a bexiga urinária (anteriormente) e o reto (posteriormente). O útero é uma estrutura muito dinâmica, cujo tamanho e proporções modificam-se durante as várias fases da vida. Embora a forma, a posição e o tamanho do útero se modifiquem com a evolução da gestação, no estado pré-gravídico seus diâmetros médios são: 7 cm no eixo longitudinal, 5 cm no eixo transverso e 2,5 cm no sentido anteroposterior.
O órgão é dividido em fundo, corpo, istmo e cérvix (colo do útero). O corpo do útero comunica-se lateralmente com as tubas uterinas e a porção que fica acima destas comunicações é o fundo. O istmo é uma região estreita e curta, contínua com a cérvix, que corresponde, por sua vez, à parte mais externa do útero e se insere na vagina, o colo do útero é o terço inferior cilíndrico e relativamente estreito do útero, que tem comprimento aproximado de 2,5 cm em uma mulher adulta não grávida. Para fins descritivos, é dividido em duas porções: uma porção supravaginal entre o istmo e a vagina, e uma porção vaginal, que se projeta para a parte superior da parede anterior da vagina. A porção vaginal arredondada circunda o óstio do útero e, por sua vez, é circundada por um recesso estreito, o fórnice da vagina. A porção supravaginal é separada da bexiga urinária anteriormente por tecido conjuntivo frouxo e do reto posteriormente pela escavação retouterina. O canal cervical se abre na vagina por uma pequena abertura denominada orifício externo do canal cervical ou orifício externo do útero. A extremidade superior do canal cervical termina em uma abertura denominada orifício interno do canal cervical ou orifício externo do canal do istmo; e, por fim, o istmo termina em uma abertura no corpo uterino chamada de orifício interno do canal do istmo. Essas divisões se tornam mais evidentes durante a gestação, pois o istmo é incorporado à cavidade e, assim, o orifício interno deste canal passa a ser denominado orifício interno obstétrico.
O epitélio de revestimento do canal cervical é o colunar simples, porém sofre modificação (metaplasia) para epitélio escamoso estratificado não queratinizado nas proximidades do óstio externo do cérvix (junção escamocolunar). Na porção superoposterior da cérvix encontram-se dois fortes ligamentos conhecidos como uterossacros, cuja função é fixar o colo uterino à região sacral. Na parte alta de cada lado estão localizados os ligamentos cardinais ou cervicais laterais – na prática clínica, são chamados de paramétrios – que se estendem até a parede lateral da pelve e têm a função de fixar o útero na porção mediana da pelve. Assim, favorecem o processo de parturição e impedem que os órgãos intra-abdominais desçam pelo hiato genital. Entre a parede anterior do colo do útero e a parede posterior da bexiga encontra-se o ligamento cervicovesical; e entre a bexiga e o púbis, o ligamento vesicopúbico; entre a parede posterior do colo uterino e o reto, o ligamento cervicorretal; e do reto ao sacro, o ligamento retossacral. Esses ligamentos juntos constituem o retináculo do útero, ou coroa radiada de Freund, considerado o sistema de sustentação ou de apoio dos órgãos genitais femininos internos.
O útero é constituído de massa muscular lisa (miométrio) e envolto em sua maior parte pelo peritônio (camada fina denominada perimétrio). O miométrio é composto por três camadas mal definidas, dispostas em sentido longitudinal, circular e espiral, com a finalidade principal de facilitar seu desenvolvimento durante o período gestacional e a expulsão do concepto durante a parturição. O revestimento interno da cavidade uterina (endométrio) é uma mucosa especial que responde às variações hormonais do ciclo ovulatório feminino e se renova todos os meses. O endométrio está dividido em duas camadas: basal, que é mais profunda, formada por tecido conjuntivo denso e responsável pela renovação mensal do endométrio, e funcional, que é renovada ciclicamente, possui os estratos esponjoso (formado por glândulas endometriais em desenvolvimento, estroma de tecido conjuntivo frouxo, vasos e nervos) e compacto (revestido por epitélio cúbico ou colunar simples, que se invagina no estroma subjacente formando as glândulas endometriais, que sofrem a influência hormonal). Na menstruação, há eliminação do estrato esponjoso e de boa parte do estrato compacto da camada funcional, enquanto a camada basal e a parte remanescente do estrato compacto reepitelizam a cavidade uterina.
O útero se fixa à parede pélvica por quatro pares de ligamentos. O ligamento largo do útero é uma dupla lâmina de peritônio que se estende das laterais do útero até as paredes laterais e o assoalho da pelve. Esse ligamento ajuda a manter o útero em posição. As duas lâminas do ligamento largo são contínuas entre si em uma margem livre que circunda a tuba uterina. Lateralmente, o peritônio do ligamento largo é prolongado superiormente sobre os vasos como o ligamento suspensor do ovário. Entre as lâminas do ligamento largo de cada lado do útero, o ligamento útero-ovárico situa-se póstero superiormente e o ligamento redondo do útero situa-se anteroinferiormente. A tuba uterina situa-se na margem livre anterossuperior do ligamento largo, dentro de um pequeno mesentério denominado mesossalpinge. Do mesmo modo, o ovário situa-se dentro do mesovário na face posterior do ligamento largo. A parte maior do ligamento largo, inferior ao mesossalpinge e ao mesovário, que serve como peritônio para o próprio útero, é o mesométrio. As pregas retouterinas, que também são continuações do peritônio, encurvam-se ao longo da parede lateral da pelve em ambos os lados do reto para ligar o útero ao sacro. Os ligamentos transversos do colo (cardinais) são faixas fibrosas dentro do ligamento largo que se estendem lateralmente do colo do útero e da vagina através do assoalho da pelve para se fixarem à parede da pelve. Os ligamentos transversos do colo contêm algumas fibras de músculo liso, além de vasos e nervos que vão para o colo do útero e para a vagina. O quarto par é constituído pelos ligamentos redondos do útero, que são de fato prolongamentos dos ligamentos uterovarianos. Cada um deles se estende da margem lateral do útero, logo abaixo da tuba uterina, para a parede lateral da pelve e, de maneira semelhante ao trajeto do ducto deferente no homem, adentra o canal inguinal da parede abdominal para se fixar nos tecidos profundos do grande lábio do pudendo.

### Tubas uterinas
Cada tuba uterina é um tubo de aproximadamente 10 cm de comprimento, que se implanta de cada lado no respectivo ângulo laterossuperior do útero, e se projeta lateralmente, representando os ramos horizontais do tubo. As tubas uterinas estão situadas na mesossalpinge e a medida que se distancia do útero, vai ocorrendo uma dilatação, apresentando formato de funil.
As tubas uterinas são divididas em 4 partes: A primeira é a parte uterina, que é o segmento intramural, curto, que atravessa a parede do útero e desemboca nele através do óstio uterino. A segunda é o istmo, porção menos calibrosa, de parede espessa e situada junto ao útero. A terceira é a ampola, que começa na extremidade medial do infundíbulo e é parte mais larga e longa. Além disso, vale ressaltar que é aqui que ocorre a fecundação do ovócito pelo espermatozóide. A quarta e última é o infundíbulo, estrutura mais distal, em forma de funil, que se abre na cavidade abdominal através do óstio abdominal. A porção mais distal do infundíbulo é composta pelas fímbrias, merecendo destaque a fímbria ovárica, por estar fixada na extremidade tubárica do ovário.
Estruturalmente, as tubas uterinas são constituídas por quatro camadas concêntricas de tecidos que são, da periferia para a profundidade, a túnica serosa, tela subserosa, túnica muscular e túnica mucosa. Seu epitélio de revestimento é formado por células ciliadas. Os batimentos dos cílios microscópicos e os movimentos peristálticos das tubas uterinas impelem o gameta feminino até o útero.

### Ovários
São duas glândulas em forma de amêndoa, de aproximadamente 3 cm de comprimento, 2 cm de largura, 1,5 cm de espessura e localizadas próximo às paredes laterais da pelve, suspensas pelo mesovário do ligamento largo (na porção medial), um de cada lado do útero. Os ovários são as gônadas femininas. Produzem estrógeno, progesterona. Têm forma oval e também produzem os ovócitos. A borda mesovárica representa o Hilo do Ovário, é por ele que entram e saem os vasos ováricos. A extremidade inferior é chamada extremidade tubal e a superior extremidade uterina.
A extremidade distal do ovário conecta-se com a parede lateral da pelve (na fáscia do músculo psoas maior) por meio do ligamento suspensor do ovário. Este ligamento conduz os vasos ováricos, linfáticos e nervos. O ovário se fixa ao útero por meio do ligamento próprio do ovário ou útero-ovárico, que corre no interior do mesovário. Tal ligamento conecta a extremidade proximal (uterina) do ovário ao ângulo lateral do útero.

## Inervação dos órgãos internos

### Inervação da regial vulvoperineal
A inervação do assoalho pélvico se dá pelos nervos pudendo, perineal, retais inferiores (S2, S3, S4) e por ramos perineais do nervo femorocutâneo posterior (L2, L3). A vulva por sua vez recebe inervações simpáticas e parassimpáticas - envolvidas na resposta motora, promovendo relaxamento e ereção, respectivamente, do tecido erétil genital - e inervação somática, envolvida na sensibilidade. 

### Inervação da vagina e do útero
Somente o quinto ao quarto inferior da vagina tem inervação somática. A inervação dessa parte da vagina provém do nervo perineal profundo, um ramo do nervo pudendo (S2, S3 e S4), que conduz fibras aferentes simpáticas e viscerais, mas não fibras parassimpáticas. É preciso destacar que apenas essa parte inervada somaticamente é sensível ao toque e à temperatura. A maior parte da vagina (três quartos a dois quintos superiores) tem inervação visceral. Os nervos para essa porção da vagina e para o útero são derivados do plexo nervoso uterovaginal, um dos plexos pélvicos que se estendem do plexo hipogástrico inferior até as vísceras pélvicas. Esse plexo é atravessado por fibras aferentes simpáticas, parassimpáticas e viscerais.
A inervação simpática tem como origem os segmentos torácicos inferiores da medula espinhal e atravessa os nervos esplâncnicos lombares e a série de plexos intermesentérico-hipogástrico-pélvicos. A inervação parassimpática origina-se nos segmentos S2-S4 da medula espinal e atravessa os nervos esplâncnicos pélvicos até o plexo hipogástrico inferior-uterovaginal. A atividade simpática pode provocar contrações uterinas e vasoconstrição, e a atividade parassimpática pode produzir uma inibição uterina e vasodilatação; entretanto, essas atividades são complicadas pelo controle hormonal das funções uterinas.
No que se refere à inervação aferente visceral das partes superior (intraperitoneal, fundo e corpo) e inferior (subperitoneal e colo) do útero e da vagina, sabe-se que são diferentes em termos de trajeto e destino. As fibras aferentes viscerais que conduzem impulsos de dor do fundo e do corpo do útero intraperitoneais seguem a inervação simpática retrógrada para chegar aos corpos celulares nos gânglios sensitivos de nervos espinais torácicos inferiores-lombares superiores. As fibras aferentes que conduzem impulsos de dor do colo do útero e da vagina subperitoneais seguem as fibras parassimpáticas retrogradamente através dos plexos uterovaginal e hipogástrico inferior e dos nervos esplâncnicos pélvicos para chegar aos corpos celulares nos gânglios sensitivos dos nervos espinais S2-S4. As duas diferentes vias seguidas por fibras de dor visceral são importantes do ponto de vista clínico, pois propiciam às mães vários tipos de anestesia durante o parto. Todas as fibras aferentes viscerais do útero e da vagina não relacionadas com a dor (aquelas que conduzem sensações inconscientes) também seguem a última via.

### Inervação das tubas uterinas
As tubas uterinas recebem inervação de ﬁbras autônomas que estão distribuídas principalmente com as artérias ovariana e uterina. A maior parte da tuba possui um duplo suprimento, simpático e parassimpático. Fibras parassimpáticas pré-ganglionares  derivam do nervo vago para a metade lateral da tuba e de nervos esplâncnicos pélvicos para a metade medial. O suprimento simpático é derivado de neurônios do décimo segmento torácico até o segundo segmento lombar espinais. As ﬁbras aferentes viscerais percorrem com os nervos simpáticos e adentram na medula através das raízes dorsais correspondentes: elas também podem seguir com ﬁbras parassimpáticas.

### Inervação dos ovários
A inervação ovariana é derivada de plexos autônomos, sendo que a parte superior do plexo ovariano é formada por ramos dos plexos renal e aórtico, e a parte inferior é reforçada pelos plexos hipogástricos superior e inferior. Esses plexos correspondem a ﬁbras simpáticas, parassimpáticas pós-ganglionares e ﬁbras aferentes viscerais. As ﬁbras simpáticas eferentes são derivadas dos 10º e 11º segmentos espinais torácicos e são provavelmente vasoconstritoras, à medida que as ﬁbras parassimpáticas, derivadas dos plexos hipogástricos inferiores onde chegam através dos nervos esplâncnicos pélvicos das raízes de S2, S3 e S4, são provavelmente vasodilatadoras.

## Vascularização dos órgãos internos

### Vascularização arterial
As principais artérias da pelve e do períneo são as artérias ilíacas internas e as artérias ovarianas. Os órgãos genitais internos femininos recebem seus suprimentos a partir das artérias uterinas e vaginais, ramos dos troncos anteriores das artérias ilíacas internas, além das artérias ovarianas que são ramos da aorta abdominal.
A artéria ilíaca interna origina-se da artéria ilíaca comum a cada lado, aproximadamente no nível do disco intervertebral entre L5 e S1 e situa-se ântero-medial à articulação sacroilíaca. O vaso tem um trajeto caudal sobre a entrada pélvica e depois se divide em troncos anterior e posterior no nível da margem superior do forame isquiático maior. O tronco posterior da artéria ilíaca interna, direito e esquerdo, dá origem às artérias iliolombar, sacral lateral e glútea superior, que não serão aprofundadas nesse. Ramos do tronco anterior da artéria ilíaca interna incluem a artéria vesical superior, a artéria umbilical, a artéria vesical inferior (homens) ou artéria vaginal (mulheres), a artéria retal média, a artéria uterina, a artéria obturatória, a artéria pudenda interna e a artéria glútea inferior.
As artérias uterinas seguem seus trajetos anteroinferior ao longo da parede pélvica lateral, próximo ao ureter. Ao aproximar·se do colo do útero, curva·se medialmente e cruza o ureter anteriormente. Na base do ligamento largo, emite ramos para o ureter e penetra na parede uterina; de cada lado, na região ístmica do útero, emite dois ramos: vaginais e cervicais e adquire trajeto ascendente e tortuoso na parede lateral do útero. O ramo ascendente provê inúmeras artérias arqueadas que circundam o útero e emitem as artérias radiadas. Essas artérias radiadas se ramificam no terço interno do miométrio em artérias retas e artérias espiraladas. As artérias retas alcançam a camada basal do endométrio e terminam em capilares nesta região. As artérias espiraladas atravessam a espessura do endométrio e dão origem a capilares logo abaixo do epitélio. Seguindo seu trajeto lateral ascendente, a artéria uterina chega à região fúndica, onde emite ramo para essa região e divide-se em ramos terminais, um ovariano e um tubário. O ramo ovariano se anastomosa com o ramo terminal da artéria ovariana no mesovário, de onde partem pequenos vasos que atingem o hilo ovariano. O ramo tubário se anastomosa com o ramo tubário da artéria ovariana na mesossalpinge.
A artéria vaginal fornece ramos para a vagina e as partes adjacentes da bexiga e reto, essa irriga a porção média e inferior do órgão. As artérias que irrigam a porção superior da vagina originam-se da artéria uterina. As artérias ovarianas originam-se das paredes laterais da aorta abdominal e tem trajeto descendente oblíquo em direção à cavidade pélvica no interior do ligamento suspensor do ovário. No estreito superior da pelve, cruza anteriormente os vasos ilíacos comuns e o ureter penetrando no mesovário, a fim de irrigar os ovários, e na mesossalpinge onde se anastomosa com a artéria uterina.
A região perineal é irrigada pelas artérias pudenda interna e pudenda externa, ramos da artéria ilíaca interna e artéria femoral, respectivamente. 

### Vascularização venosa
As veias pélvicas seguem o trajeto de todos os ramos da artéria ilíaca interna, exceto para a artéria umbilical e a artéria iliolombar. A cada lado, as veias drenam para as veias ilíacas internas, que saem da cavidade pélvica para se unir a veias ilíacas comuns situadas em posição imediatamente superior e lateral à entrada pélvica.
Em seu trajeto, as artérias uterinas são acompanhadas por suas veias homônimas, tributárias das veias ilíacas internas, que, além dessa, as veias sacrais médias e veias ováricas fazem um trajeto paralelo ao da artéria sacral média e da artéria ovárica, respectivamente, e saem da cavidade pélvica para unir-se a veias no abdome. As veias sacrais médias coalescem para formar uma veia única que se une à veia ilíaca comum ou à junção das duas veias ilíacas comuns para formar a veia cava inferior.
As veias ovarianas acompanham o padrão de distribuição do sistema arterial, contudo, a veia ovariana direita desemboca na veia cava inferior e a esquerda, na veia renal esquerda.
A drenagem venosa da região perineal é feita por veias homônimas e de posição igual às artérias.

### Vascularização linfática
Linfáticos da maioria das vísceras pélvicas drenam principalmente para os linfonodos distribuídos ao longo das artérias ilíacas internas, externas e seus ramos associados, que drenam para linfonodos associados às artérias ilíacas comuns e depois para linfonodos associados às superfícies laterais da aorta abdominal. Linfáticos dos ovários e partes relacionadas do útero e tubas uterinas saem da cavidade pélvica superiormente e drenam, através dos vasos que acompanham as artérias ováricas, diretamente para os linfonodos aórticos laterais e, em alguns casos, para os linfonodos pré-aórticos na superfície anterior da aorta. Os vasos linfáticos da parte inferior do corpo e do colo uterino como também da parte superior da vagina, drenam para os linfonodos ilíacos comuns, pré-aórticos, e para o tronco lombar de cada lado, que continuam até a origem do ducto torácico aproximadamente no nível vertebral T12. Já a parte inferior da vagina e os demais órgãos genitais externos têm sua drenagem linfática para os linfonodos inguinais superficiais, seguindo o trajeto do ligamento redondo do útero.
A inervação do assoalho pélvico se dá pelos nervos pudendo, perineal, retais inferiores (S2, S3, S4) e por ramos perineais do nervo femorocutâneo posterior (L2, L3). A vulva por sua vez recebe inervações simpáticas e parassimpáticas - envolvidas na resposta motora, promovendo relaxamento e ereção, respectivamente, do tecido erétil genital - e inervação somática, envolvida na sensibilidade.

## Desenvolvimento no feto e menstruação
No final do desenvolvimento embrionário de uma menina, ela já tem todas as células que irão transformar-se em gametas nos seus dois ovários. Estas células - os  ovócitos primários -  encontram-se dentro de estruturas denominadas folículos de Graaf ou folículos ovarianos. A partir da adolescência, sob ação hormonal, os folículos ovarianos começam a crescer e a desenvolver. Os folículos em desenvolvimento secretam o hormônio estrógeno. 
Mensalmente, apenas um folículo geralmente completa o desenvolvimento e a maturação,  rompendo-se e liberando o ovócito secundário (gameta feminino): este fenômeno é conhecido como ovulação. Após seu rompimento, a massa celular resultante transforma-se em corpo lúteo ou amarelo, que passa a secretar os hormônios progesterona e estrógeno. 
Com o tempo, o corpo lúteo regride e converte-se em c
orpo albicans ou corpo branco, uma pequena cicatriz fibrosa que irá permanecer no ovário. O gâmeta feminino liberado na superfície de um dos ovários é recolhido por finas terminações das tubas uterinas, as fímbrias. 